# Данијела Ђуровић
Данијела Ђуровић (Котор, 27. март 1973) црногорска је политичарка. Била је председница Скупштине Црне Горе од 28. априла 2022. до 30. октобра 2023. Такође је била потпредседница Социјалистичке народне партије Црне Горе од 2017. до 2021.

## Биографија
Рођена је у Котору 27. марта 1973. године. Основну и део средње школе завршила је у Херцег Новом, а матурирала је у граду Пиорија, држава Илиниос, САД.
Звање дипломираног инжињера организационих наука стекла је на Факултету организационих наука у Београду, магистрирала на Природно-математичком факултету у Подгорици, одсек биологије и стекла звање магистра екологије и заштите животне средине.
Радно искуство је започела у фирми „Генералмаркет” д.о.о. Београд на месту руководиоца комерцијалне службе у периоду 1996 – 2000. године. У периоду од 2000. до 2008. године ради у „Чистоћа” д.о.о. Херцег Нови на пословима стратешког развоја и унапређења система квалитета, руководиоца комерцијалног сектора и као помоћница директора.
У мандату 2008 – 2012. године обавља послове менаџера Општине Херцег Нови и у периоду 2012 – 2015. године, као прва жена била је председница Скупштине општине Херцег Нови на тој позицији у Херцег Новом. За потпредседницу Општине Херцег Нови изабрана је 2017. године. Ауторка је више научних радова из области заштите животне средине и стручне сараднице и консултанткиња из области управљања отпадом у земљи и иностранству.
Чланица Социјалистичке народне партије Црне Горе била је од 2008. до 2023, а потпредседница те партије у периоду 2017—2021. Дана 28. априла 2022. године изабрана је за председника Скупштине Црне Горе. Ту функцију је обављала до 30. октобра 2023.
Удата је и мајка два сина.